# Carin Bakkum
Carin Bakkum (Heemskerk, 25 juli 1962) is een voormalig tennisspeelster uit Nederland. Bakkum legde zich toe op het dubbelspel, en was actief in het proftennis van 1985 tot en met 1995.

## Loopbaan

### Enkelspel
Bakkum debuteerde in 1985 op het ITF-toernooi van Valencia (Spanje) – hier veroverde zij haar eerste titel, door landgenote Nicole Jagerman te verslaan. In totaal won zij twee ITF-titels, de andere later dat jaar in Cheshire (Engeland).
In 1986 speelde Bakkum voor het eerst op een WTA-hoofdtoernooi, op het toernooi van Perugia. Zij bereikte nooit een WTA-enkelspelfinale. Haar beste prestatie op de WTA-toernooien is het bereiken van de kwartfinale op het WTA-toernooi van Singapore in 1988; ze verloor van de latere winnares Monique Javer.
Haar beste resultaat op de grandslamtoernooien is het bereiken van de tweede ronde, op de Australian Open 1990. Haar hoogste notering op de WTA-ranglijst is de 141e plaats, die zij bereikte in maart 1989.

### Dubbelspel
Bakkum behaalde in het dubbelspel betere resultaten dan in het enkelspel. Zij debuteerde in 1985 op het ITF-toernooi van Lorca (Spanje) samen met landgenote Nicole Jagerman – hier veroverde zij meteen haar eerste titel, door het Spaanse duo Ninoska Souto en Inmaculada Varas te verslaan. In totaal won zij elf ITF-titels, de laatste in 1994 in München (Duitsland).
In 1986 speelde Bakkum voor het eerst op een WTA-hoofdtoernooi, op het toernooi van Barcelona, samen met landgenote Nanette Schutte. Zij bereikten er de tweede ronde. Zij stond later dat jaar voor het eerst in een WTA-finale, op het toernooi van Perugia, samen met landgenote Nicole Jagerman – hier veroverde zij haar enige WTA-titel, door het koppel Csilla Bartos-Cserepy en Amy Holton te verslaan. In de periode 1988–1990 bereikte zij nog vier keer een WTA-finale maar wist er niet meer toe te slaan.
Haar beste resultaat op de grandslamtoernooien is het bereiken van de tweede ronde. Haar hoogste notering op de WTA-ranglijst is de 69e plaats, die zij bereikte in juni 1987.

#### Gemengd dubbelspel
Haar beste resultaat op de grandslamtoernooien is het bereiken van de kwartfinale, op het Australian Open 1988, met landgenoot Tom Nijssen aan haar zijde.

## Posities op deWTA-ranglijst
Positie per einde seizoen:
| jaar | rang enkelspel | rang dubbelspel |
| ---- | -------------- | --------------- |
| 1985 | 208            | –               |
| 1986 | 264            | 84              |
| 1987 | 193            | 118             |
| 1988 | 176            | 84              |
| 1989 | 159            | 97              |
| 1990 | 211            | 128             |
| 1991 | 256            | 160             |
| 1992 | 309            | 218             |
| 1993 | 320            | 215             |
| 1994 | 262            | 158             |
| 1995 | 664            | 748             |

## Palmares
| Legenda                |
| ---------------------- |
| Grandslamtoernooi      |
| Olympische Spelen      |
| Year-End Championships |
| Tier I                 |
| Tier II                |
| Tier III               |
| Tier IV & V            |

### WTA-finaleplaatsen enkelspel
geen

### WTA-finaleplaatsen vrouwendubbelspel
| nr.              | finale     | toernooi    | ondergrond | partner         | tegenstandsters                   | score         |
| ---------------- | ---------- | ----------- | ---------- | --------------- | --------------------------------- | ------------- |
| gewonnen finales |            |             |            |                 |                                   |               |
| 1.               | 1986-07-11 | WTA Perugia | gravel     | Nicole Jagerman | Csilla Bartos-Cserepy Amy Holton  | 6-4, 6-4      |
| verloren finales |            |             |            |                 |                                   |               |
| 1.               | 1988-11-13 | WTA Guarujá | hardcourt  | Simone Schilder | Bettina Fulco Mercedes Paz        | 3-6, 4-6      |
| 2.               | 1989-07-23 | WTA Brussel | gravel     | Simone Schilder | Manon Bollegraf Mercedes Paz      | 1-6, 2-6      |
| 3.               | 1990-07-15 | WTA Båstad  | gravel     | Nicole Jagerman | Mercedes Paz Tine Scheuer-Larsen  | 3-6, 7-6, 2-6 |
| 4.               | 1990-07-22 | WTA Estoril | gravel     | Nicole Jagerman | Sandra Cecchini Patricia Tarabini | 6-1, 2-6, 3-6 |

## Resultaten grandslamtoernooien
| Legenda | Legenda                          |
| ------- | -------------------------------- |
| g.t.    | geen toernooi gehouden           |
| l.c.    | lagere categorie                 |
| –       | niet deelgenomen                 |
| G       | uitgeschakeld in de groepsfase   |
| 1R      | uitgeschakeld in de eerste ronde |
| 2R      | uitgeschakeld in de tweede ronde |
| 3R      | uitgeschakeld in de derde ronde  |
| 4R      | uitgeschakeld in de vierde ronde |
| KF      | uitgeschakeld in de kwartfinale  |
| HF      | uitgeschakeld in de halve finale |
| F       | de finale verloren               |
| W       | het toernooi gewonnen            |
| w-v     | winst/verlies-balans             |

### Enkelspel
| Toernooi        | 1988 | 1989 | 1990 | w-v |
| --------------- | ---- | ---- | ---- | --- |
| Australian Open | 1R   | 1R   | 2R   | 1-3 |
| Roland Garros   | –    | –    | –    | 0-0 |
| Wimbledon       | –    | 1R   | –    | 0-1 |
| US Open         | –    | –    | –    | 0-0 |

### Vrouwendubbelspel
| Toernooi        | 1986 | 1987 | 1988 | 1989 | 1990 | 1991 | 1992 |    | 1994 | 1995 | w-v |
| --------------- | ---- | ---- | ---- | ---- | ---- | ---- | ---- | -- | ---- | ---- | --- |
| Australian Open | g.t. | 2R   | 1R   | 1R   | 1R   | –    | –    | –  | 1R   | 0-5  |     |
| Roland Garros   | 1R   | 2R   | 1R   | 2R   | 1R   | 1R   | –    | –  | –    | 2-6  |     |
| Wimbledon       | –    | –    | 1R   | 1R   | 1R   | 1R   | 2R   | 1R | –    | 1-6  |     |
| US Open         | –    | –    | 1R   | 1R   | –    | –    | –    | –  | –    | 0-2  |     |

### Gemengd dubbelspel
| Toernooi        | 1986 | 1987 | 1988 | 1989 | 1990 | 1991 | w-v |
| --------------- | ---- | ---- | ---- | ---- | ---- | ---- | --- |
| Australian Open | g.t. | 2R   | KF   | –    | –    | –    | 3-2 |
| Roland Garros   | 2R   | 1R   | 1R   | 1R   | 2R   | 3R   | 3-6 |
| Wimbledon       | –    | –    | 2R   | –    | –    | 2R   | 2-2 |
| US Open         | –    | –    | –    | –    | –    | –    | 0-0 |